# Ёита (княжество)
Княжество Ёита (яп.  与板藩 Ёита-хан) — феодальное княжество (хан) в Японии периода Эдо (1634—1696, 1706—1871), в провинции Этиго на острове Хонсю (современная префектура Ниигата).

## История
Административный центр — укрепленный дом Ёита Jin’ya (современный город Нагаока в префектуре Ниигата).
Доходы хана:
- 1634—1696 годы — 10000 коку риса
- 1705—1871 годы — 20000 коку риса

В 1634 году первым правителем Ёита-хана (доход 10 тысяч коку) стал Макино Ясунари (1617—1658), младший сын Макино Таданари (1581—1655), 1-го даймё Нагаока-хана (1618—1655). В 1696 году Макино Ясусигэ (1677—1723), 3-й даймё Ёита-хана, был переведен в Коморо-хан в провинции Синано.
В 1696—1706 годах княжество Ёита находилось под прямым управлением сёгуната Токугава.
В 1706 году Ёита-хан был возрожден для Ии Наонори (1694—1742), представителя боковой ветви даймё Какэгава-хана. В 1705—1706 годах Ии Наонори управлял Какэгава-ханом в провинции Тотоми. Потомки Ии Наонори владели Ёита-ханом вплоть до Реставрации Мэйдзи.
Во время Войны Босин Ёита-хан перешел на сторону императорского правительства. В июле 1871 года после административно-политической реформы Ёита-хан был ликвидирован. Первоначально княжество было переименовано в префектуру Ёита, которая затем была включена в состав префектуры Ниигата. Ии Наоясу, последний даймё Ёита-хана, получил титул виконта (сисяку) и стал членом палаты пэров.

## Список даймё
| #                                  | Имя и годы жизни                          | Годы правления | Титул                    | Ранг     | Доход            |
| ---------------------------------- | ----------------------------------------- | -------------- | ------------------------ | -------- | ---------------- |
| Род Макино (фудай-даймё) 1634—1689 |                                           |                |                          |          |                  |
| 1                                  | Макино Ясунари (1617-1658) (яп. 牧野康成) | 1634-1657      | Найдзэн-но-ками (内膳正) | 従五位下 | 10,000 коку риса |
| 2                                  | Макино Ясумити (1650-1720) (яп. 牧野康道) | 1657-1689      | Тотоми-но-ками (遠江守)  | 従五位下 | 10,000 коку      |
| 3                                  | Макино Ясусигэ (1677-1723) (яп. 牧野康重) | 1689-1696      | Суо-но-ками (周防守)     | 従五位下 | 10,000 коку риса |
| Сёгунат Токугава 1696—1705         |                                           |                |                          |          |                  |
| Род Ии (фудай-даймё) 1705—1868     |                                           |                |                          |          |                  |
| 1                                  | Ии Наонори (1694-1742) (яп. 井伊直矩)     | 1706-1731      | Хёбу-но-со (兵部少輔)    | 従五位下 | 20,000 коку      |
| 2                                  | Ии Наохару (1719-1732) (яп. 井伊直陽)     | 1731-1732      | Тамба-но-ками (丹波守)   | 従五位下 | 20,000 коку риса |
| 3                                  | Ии Наокацу (1716-1735) (яп. 井伊直員)     | 1732-1735      | Хоки-но-ками (伯耆守)    | 従五位下 | 20,000 коку      |
| 4                                  | Ии Наоари (1719-1760) (яп. 井伊直存)      | 1735-1760      | Ига-но-ками (伊賀守)     | 従五位下 | 20,000 коку риса |
| 5                                  | Ии Наокуни (1743-1761) (яп. 井伊直郡)     | 1760-1760      | нет                      | нет      | 20,000 коку      |
| 6                                  | Ии Наоаки (1750-1820) (яп. 井伊直朗)      | 1761-1819      | Юкио-но-дайбу (右京大夫) | 従四位下 | 20,000 коку      |
| ７                                 | Ии Наотеру (1791-1826) (яп. 井伊直朗)     | 1820-1826      | Кунай-но-со (宮内少輔)   | 従五位下 | 20,000 коку риса |
| 8                                  | Ии Наоцунэ (1799-1856) (яп. 井伊直経)     | 1827-1856      | Хёбу-но-со (兵部少輔)    | 従五位下 | 20,000 коку      |
| 9                                  | Ии Наоацу (1838-1862) (яп. 井伊直充)      | 1856-1862      | Хёбу-но-со (兵部少輔)    | 従五位下 | 20,000 коку риса |
| 10                                 | Ии Наоясу (1851-1935) (яп. 井伊直安)      | 1862-1871      | Хёбу-но-со (兵部少輔)    | 従五位下 | 20,000 коку      |